# El camino (Roman)
Der Roman El camino (wörtlich: Der Pfad) wurde 1950 vom spanischen Autor Miguel Delibes geschrieben. Deutsche Ausgaben erschienen unter den Titeln Und zur Erinnerung Sommersprossen (1960) und Die letzte Nacht im Tal.

## Zusammenfassung
Der elfjährige Daniel, genannt das Käuzchen (im Original ohne Diminutiv: el Mochuelo, was auch „Bürde“ oder „lästige Pflicht“ bedeutet), sieht sich von seinem Vater, einem Käser, gezwungen, das Dorf, in dem er aufgewachsen ist, zu verlassen und in der Stadt einen höheren Schulabschluss zu erlangen. Seine Eltern sind einfache Leute, die zwar stets genug zum Leben haben, sich aber darüber hinaus nicht viel leisten können. Daniels Vater wünscht sich für seinen Sohn nun etwas Besseres. Er möchte, dass Daniel in seinem Leben mehr erreicht als er. Um seinem Sohn dies zu ermöglichen, hat er viel Geld für die geplante Reise gespart; Daniel sieht also keine Möglichkeit mehr, doch noch in seinem Dorf zu bleiben. In der letzten Nacht vor seiner Abreise erinnert sich Daniel noch einmal an alle Abenteuer und Mutproben, die er in den letzten elf Jahren in seinem Dorf erlebt hat. Noch nie ist er aus dem Dorf weggegangen und weiß nicht, was sich hinter den Bergen, die es vom Rest der Welt teilen, verbirgt. Alles was Daniel vom Leben weiß, hat er von den Leuten und Erzählungen aus seinem Dorf gelernt. Auch dank seiner Freunde wie Roque und Germán wird Daniel reifer und lernt die Geheimnisse des Lebens kennen. Von seiner Mutter weiß er, woher die Milch kommt, er findet heraus, was ein Schwangerschaftsabbruch ist, und er erfährt, was Liebe ist, als er sich in ein älteres Mädchen verliebt, das ihn nicht liebt. Es ist die unerreichbare Tochter eines reichen Heimkehrers. Gleichzeitig verliebt sich ein jüngeres Mädchen in ihn, das er grob abweist. Außerdem lernt er, dass es Sachen gibt, die die Menschen nicht kontrollieren können, er misst seine Kräfte mit seinem Freunde Roque und wird erwischt, wie er Äpfel stiehlt. All dies sind Gründe, warum Daniel sein Dorf vermissen wird und es lieber nicht verlassen würde. Andererseits hat sein Vater sehr für eine gute Ausbildung für ihn gekämpft, so dass er auch gegen seinen Willen gehen sollte. Als er einen Entschluss fassen möchte, muss er feststellen, dass die Nacht schon vorbei ist; er steht also auf und nimmt Kurs auf den neuen Weg, der sich ihm nun bietet.

## Erzählstruktur
Der fiktionale Erzähler ist heterodiegetisch und somit unbeteiligt (Er-Erzähler), er enthält sich jeder Deutung der Ereignisse. Weite Teile der Handlungen und Schauplätze sind Daniel unbekannt und sie kommen mit ihm nicht oder nur indirekt durch Hörensagen oder Legendenbildung in Berührung. Insofern zeichnet die Erzählung ein Sittenbild (Katholizismus, Ehre und Ehrverletzung, Geschlechterkampf) dieser von Bergen umgebenen isolierten Gemeinschaft, als deren Spiegel und finaler Mittelpunkt Daniel erscheint. Die Dialoge sind in uneingeleiteter (autonomer) direkter Rede gehalten. Die Handlung ist gerafft, wobei jeder Episode ein eigenes Kapitel zugeordnet ist. Die Erzählung gibt sich betont unpolitisch, mit Ausnahme einer kurzen Erwähnung überfliegender Flugzeuge im so lediglich angedeuteten Spanischen Bürgerkrieg, wird kein Bezug zum Zeitgeschehen hergestellt, jedoch werden soziale Unterschiede thematisiert und in Daniel selbst erwacht der Drang nach gesellschaftlichem Aufstieg, als er beim Werben um die Angebetete seine Lage erkennt. Eine Sichtweise, die er am Ende der Handlung jedoch bereits wieder verwirft, wodurch erkennbar wird, wie stark er durch die Erlebnisse gereift ist.

## Personen
Daniel „el mochuelo“Daniel ist der Protagonist des Romans. Er ist ein elfjähriger Junge, der sein Heimatdorf verlassen muss, um in der Stadt zur Schule zu gehen. Es werden im Roman Geschichten erzählt, die Daniel in seinem Dorf erlebt hat; in Form seiner Erinnerungen in der letzten Nacht vor seiner Abreise.
Roque „el moñigo“Roque und Germán sind Daniels beste Freunde. Roque ist dreizehn Jahre alt, mutig und ein starker Junge. Er ist der Sohn des Schmieds Paco und hat eine Schwester Sara, die ihn tyrannisiert. Er redet ständig von sich selbst und prahlt mit seinen Narben.
Germán „el tiñoso“Germán ist der Sohn des Schuhmachers Andrés. Er weiß viel über die Vögel, und dank ihm lernt auch Daniel viel über die Tiere. Er stirbt, als er mit dem Kopf auf einen Stein fällt. Daniel tut sein Tod sehr leid und er lernt, wie viel ein guter Freund wert ist.
Salvador, Daniels VaterSalvador nimmt nicht viel an der Erzählung teil, entscheidet aber über Daniels Abreise, also den Konflikt des Romans. Er stellt Käse her und ist nicht sehr zufrieden mit seiner Situation, deshalb schickt er Daniel in die Stadt, damit dieser nach etwas Höherem strebt. Allerdings sieht er nicht, dass Daniel in dem Dorf glücklich ist.
Daniels MutterSie nimmt auch nicht viel an der Erzählung teil, lässt aber durchblicken, dass sie sehr gefühlvoll ist und alle Kinder sehr gerne hat. Sie hätte gerne mehr Kinder gehabt. Resigniert akzeptiert sie die Entscheidung ihres Mannes.
Weitere Personen
- Paco (der Schmied)
- Don José (der Pfarrer)
- La Sara (Schwester von Roque)
- Don Moisés (der Lehrer)
- Doña Lola (die ältere Peperonischote „guindilla mayor“)
- Doña Irene (Guindilla Menor)
- Quino (el Manco)
- La Mica (Tochter des reichen Amerikarückkehrers)
- La Mariuca-uca (ein in Daniel verliebtes Mädchen)
- Ramón (der Apotheker)
- sein Sohn Ramón (Jurastudent)
- etc.

## Ausgaben
- Miguel Delibes: El camino (= Serie Áncora y Delfín. 57). Destino, Barcelona 1950, OCLC 1865582.
- Miguel Delibes: Und zur Erinnerung Sommersprossen. Aus dem Spanischen von Annelies von Benda. Bachem, Köln 1960, DNB 450892786.
- Miguel Delibes: Die letzte Nacht im Tal. Aus dem Spanischen von Annelies von Benda. Bonner Buchgemeinde, Köln o. J. [1965], OCLC 312253882.